# Тральщики-искатели мин типа «Хуон»
Тип «Хуон» (англ. Huon class) — серия австралийских тральщиков-искателей мин (тральщиков) прибрежной зоны. Всего в 1995—2003 годах были построены шесть кораблей типа «Хуон», получившие имена в честь австралийских рек. Первый из них был спущен на воду в Италии и достроен в Австралии, тогда как остальные строились австралийской ADI Limited. С 2003 года, в связи с изменениями структуры флота, планировалось вывести в резерв два из них. Однако в 2006 году, уже через несколько месяцев после выведения головного «Хуона» в резерв, было принято решение использовать их как патрульные корабли и «Хуон» вместе с «Хоксбури» были переклассифицированы. Остальные четыре корабля, по состоянию на 2009 год, остаются на вооружении ВМС Австралии.

## Представители
| Название               | Номер | Закладка | Спуск на воду  | Вступление в строй | Судьба                                      |
| ---------------------- | ----- | -------- | -------------- | ------------------ | ------------------------------------------- |
| Хуон Huon              | 82    |          | 25 июля 1997   | 15 мая 1999        | патрульный корабль с 2006, в строю, на 2009 |
| Хоксбюри Hawkesbury    | 83    |          | 24 апреля 1998 | 12 февраля 2000    | патрульный корабль с 2006, в строю, на 2009 |
| Норман Norman          | 84    |          | 3 мая 1999     | 26 августа 2000    | в строю, на 2009                            |
| Гаскойн Gascoyne       | 85    |          | 11 марта 2000  | 2 июня 2001        | в строю, на 2009                            |
| Дайамантина Diamantina | 86    |          | 2 декабря 2000 | 4 мая 2002         | в строю, на 2009                            |
| Ярра Yarra             | 87    |          | 19 января 2002 | 1 марта 2003       | в строю, на 2009                            |